# Église Saint-Hilaire de Challement
Pour les articles homonymes, voir Église Saint-Hilaire.
L'église Saint-Hilaire est une église catholique située à Challement, en France.

## Localisation
L'église est située dans le département français de la Nièvre, sur la commune de Challement.

## Historique
Située au centre du village, cette remarquable église de style gothique flamboyant a succédé à une église consacrée à saints Côme et Damien, brûlée au XVe siècle. L'église actuelle est consacrée à saint Hilaire en 1538. En 1563, à l'occasion des guerres de Religion, elle est dégradée par les protestants. Les statues du porche sont probablement postérieures à cet événement. Tour-porche, tympan ajouré du XVIe siècle. L'intérieur ne se visite pas.

## Protection
L'édifice est classé au titre des monuments historiques en 1907.

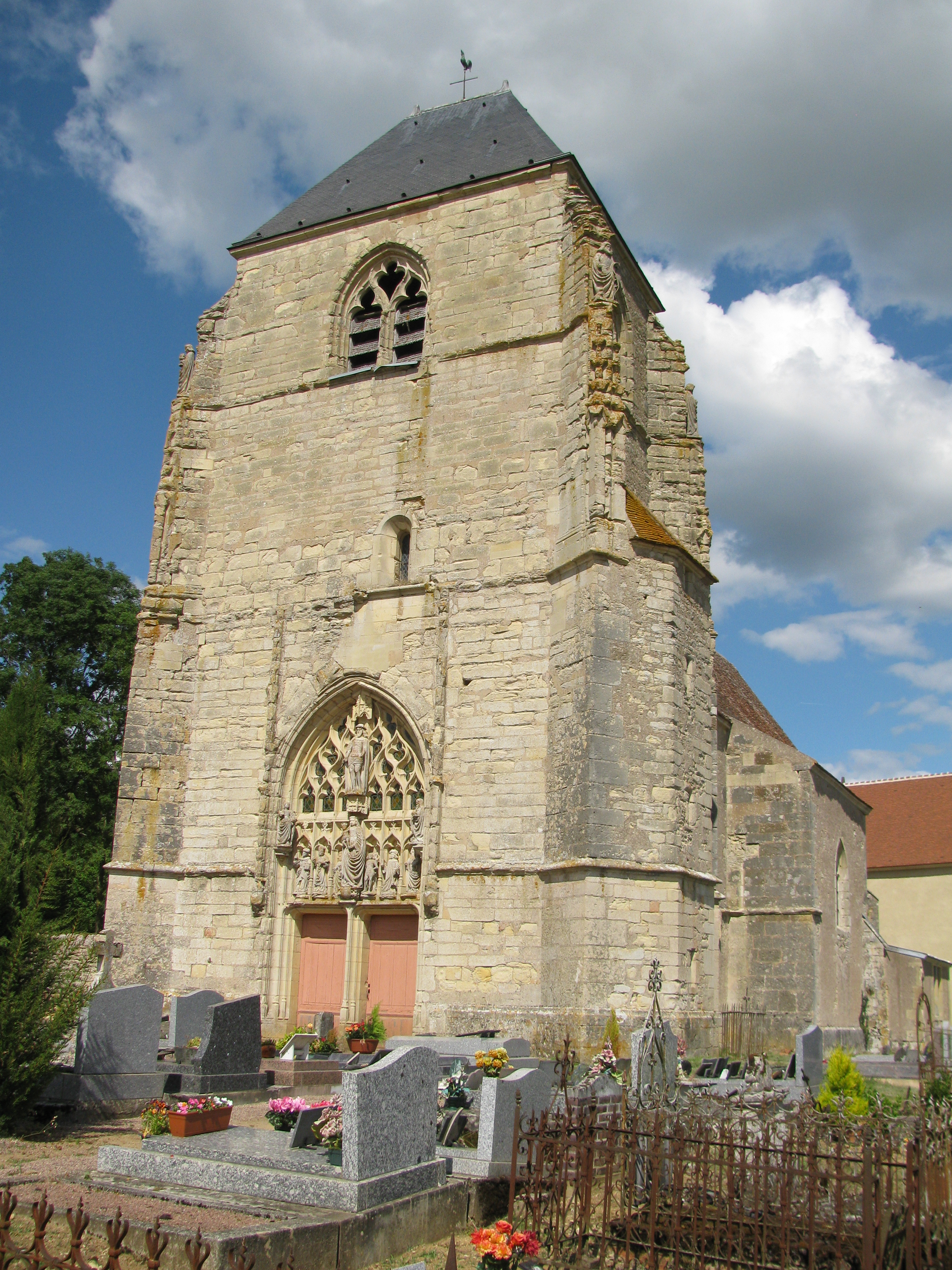
Le clocher-porche.
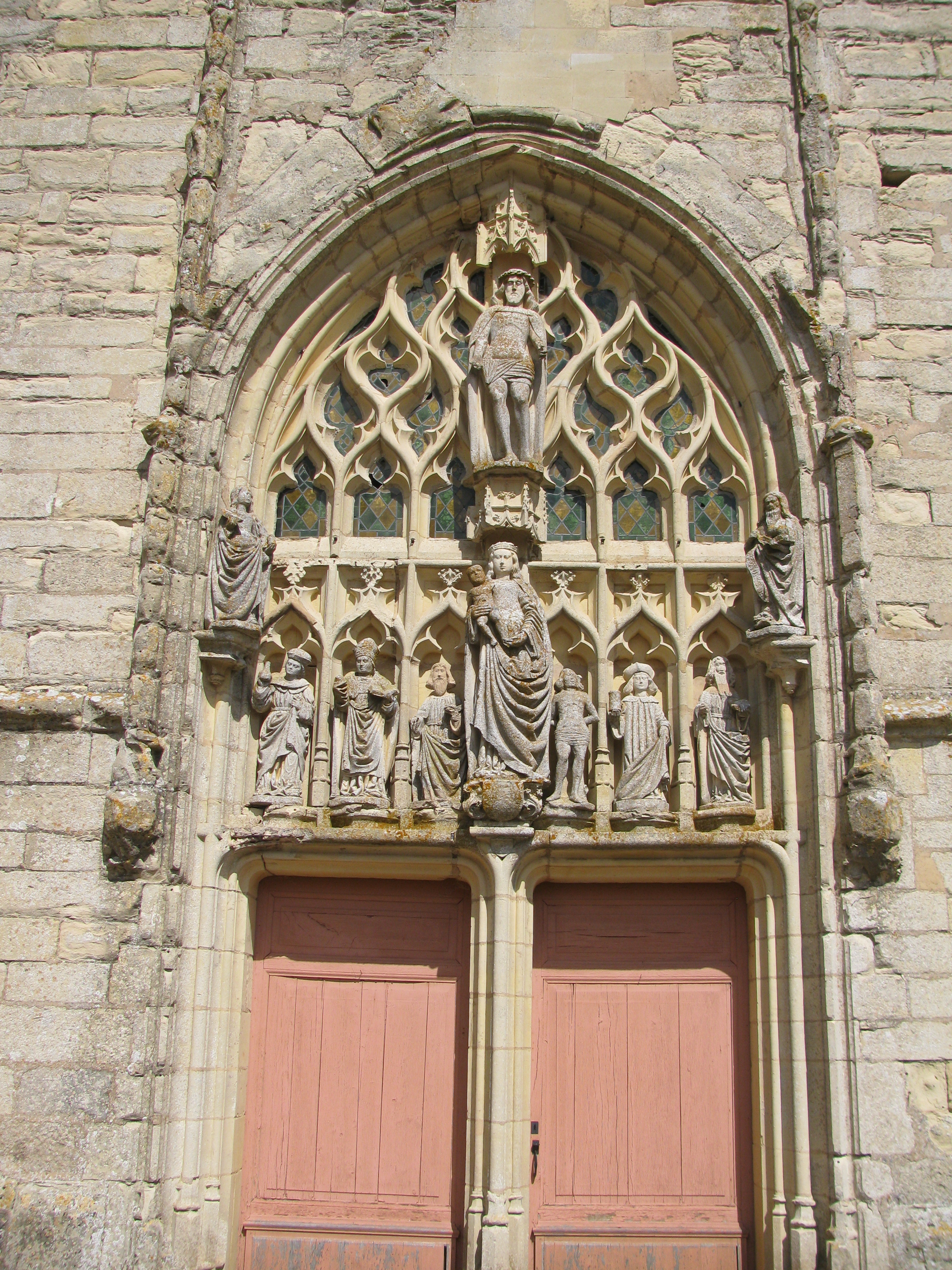
Le portail gothique.
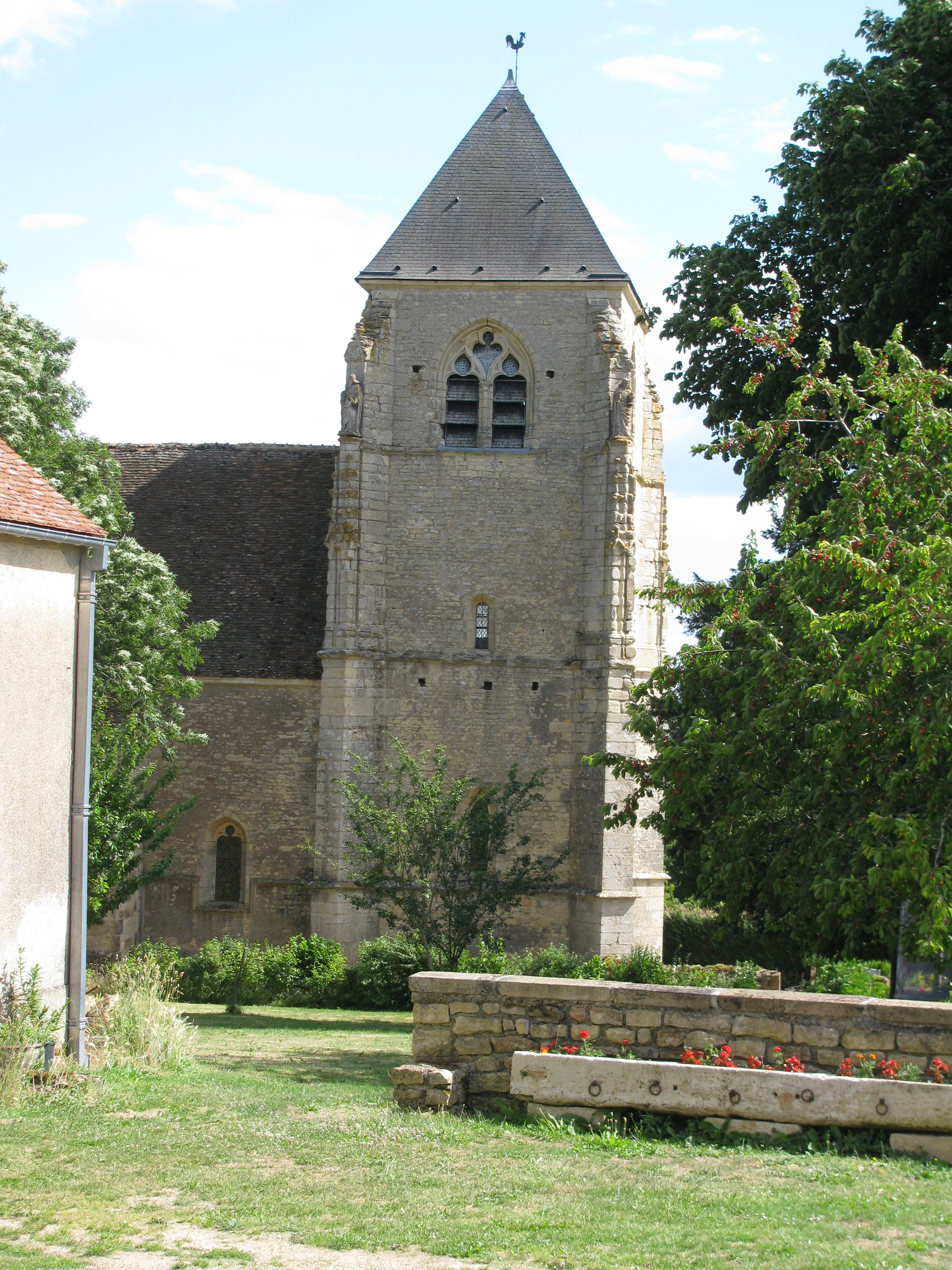
Le clocher-porche.